# Larvikit

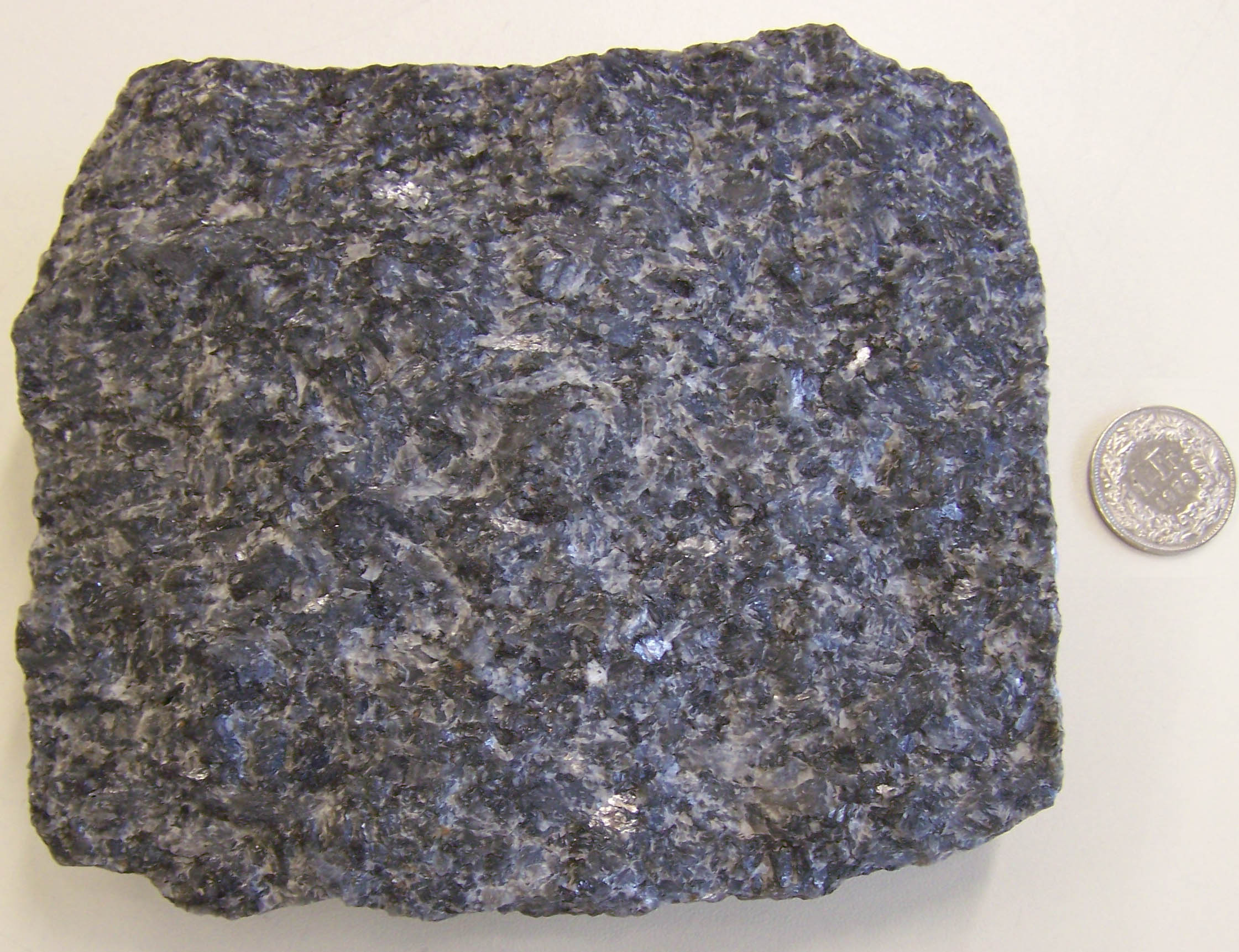
Larvikit från Tvedalaen

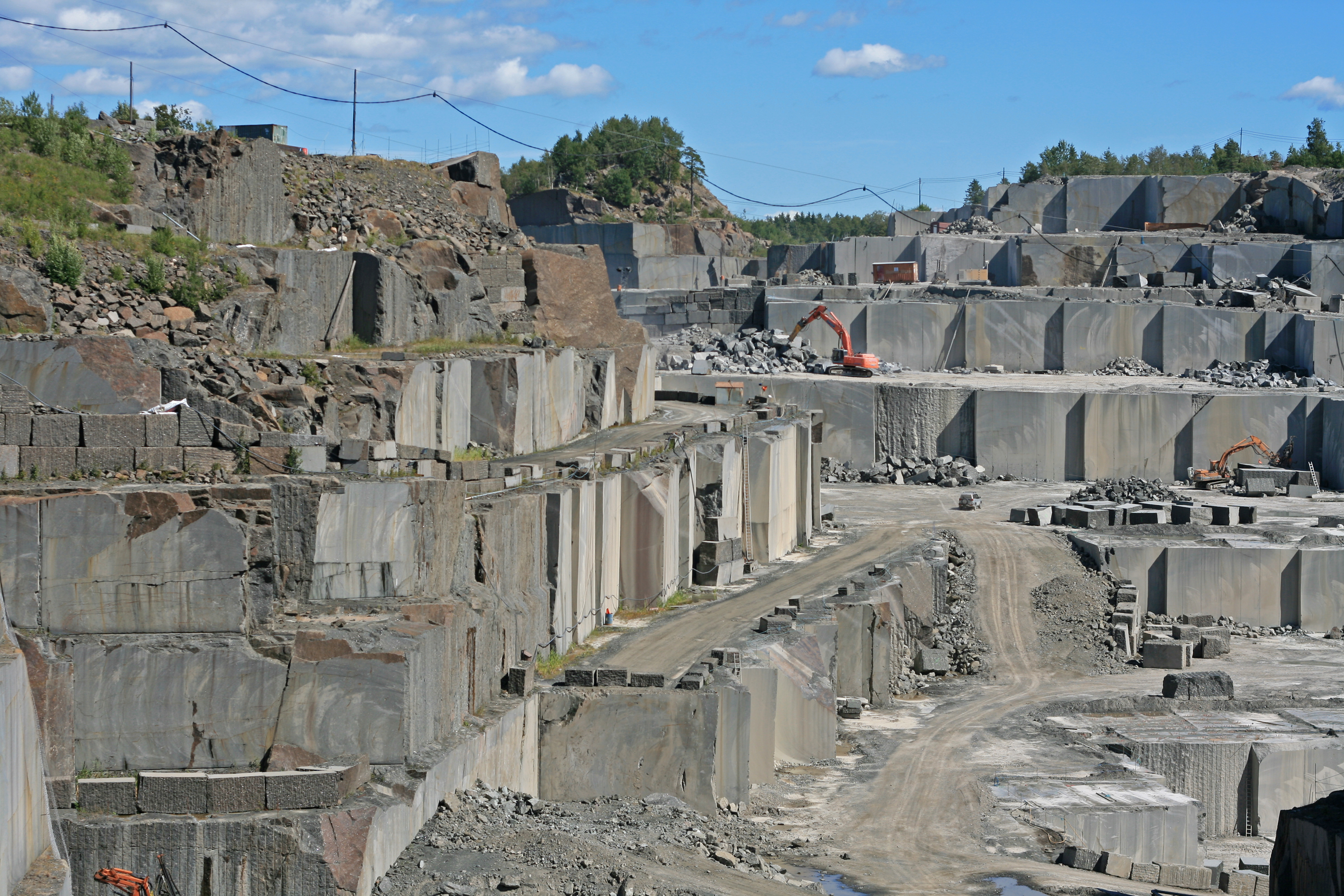
Bryting av larvikit vid Klåstad, Larvik

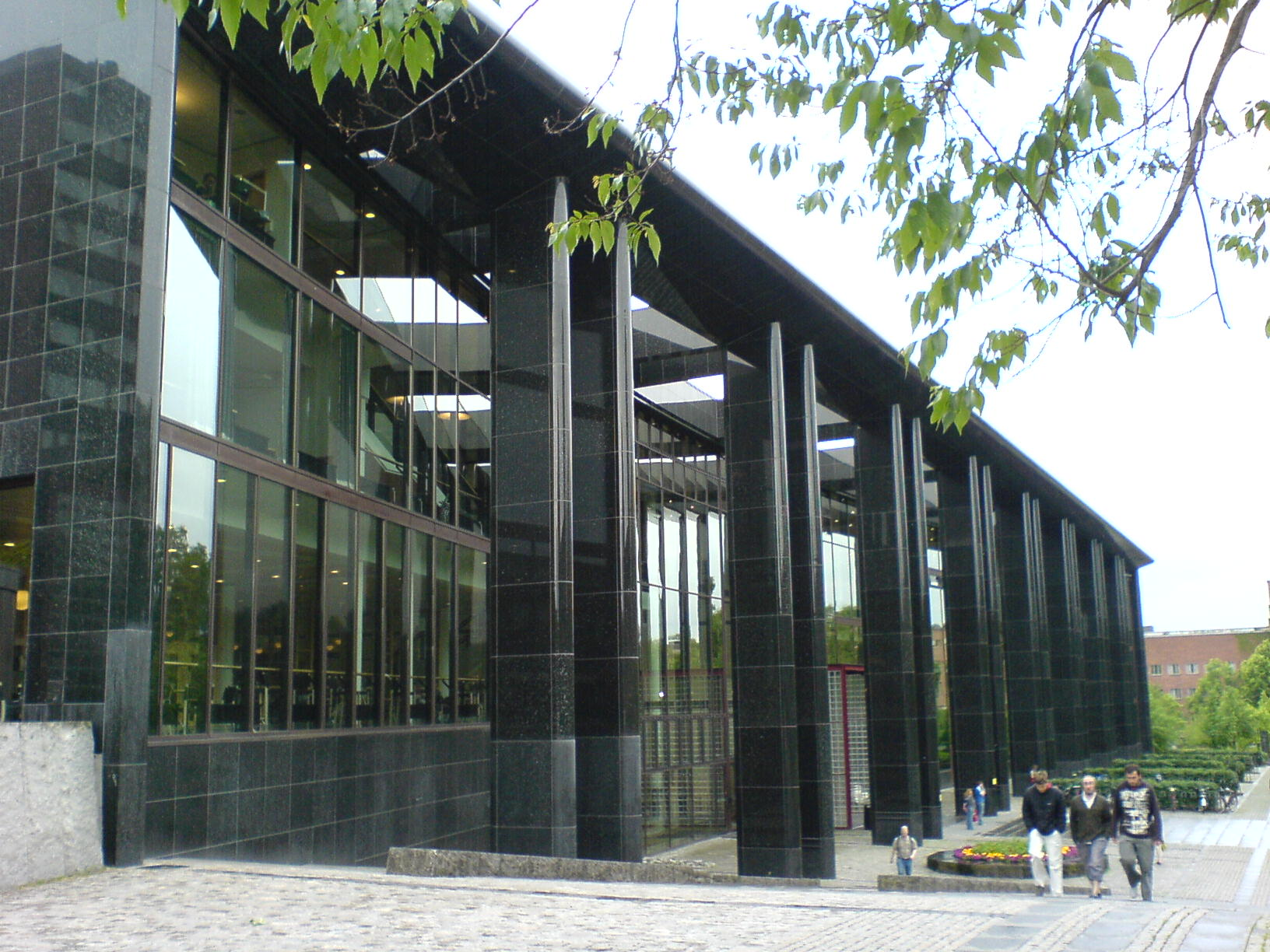
Georg Sverdrups hus på Universitetsbiblioteket i Oslo har en fasad klädd med mörk larvikit från Klåstad.

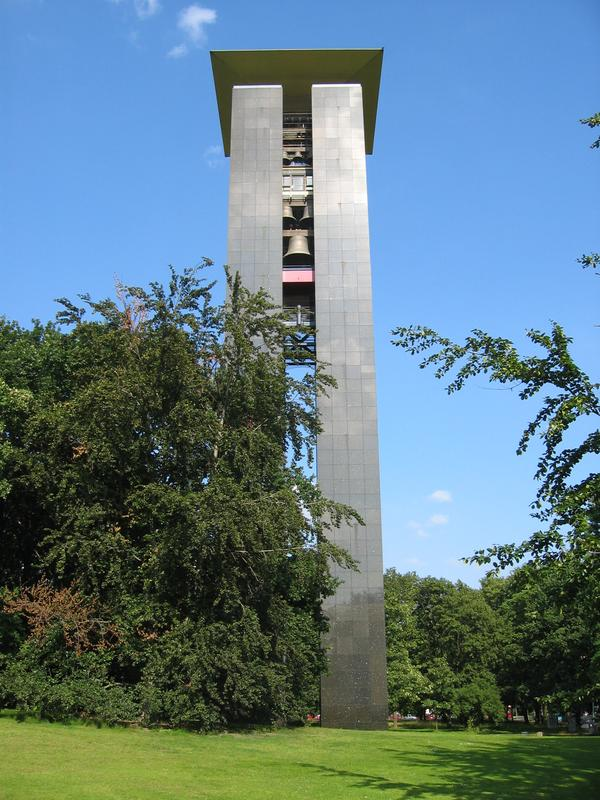
Klockstapeln Carillon i Grosser Tiergarten i Berlin, med fasad klädd i larvikit

Larvikit är en magmatisk bergart. Bergarten har sitt namn efter staden Larvik i Norge. 

## Stenindustri
Larvikit utvinns i stor skala i Norge i huvudvarianterna ljus larvikit och mörk larvikit. Stenbrotten finns framför allt i Larvik i Vestfold och i Porsgrunn i Telemark. Larvikit finns bara i Oslofältet, huvudsakligen i och kring Larvik. 
Larvikit används som fasadsten och för ornament, bänkskivor och golv. I handeln förekommer den under namnen ljus labrador, mörk labrador, Blue pearl, Emerald pearl och liknande.
I februari 2008 utsågs larvikit till Norges nationalbergart.

## Petrologi
Larvikit är en intrusiv djupbergart. Den motsvarande ytbergarten är rombporfyr, som är allmänt förekommande i Oslofältet. Lavikit består huvudsakligen av alkalifältspat och plagioklas. Mindre mängder biotit, augit, nefelin, magnetit, ilmenit, olivin och kvarts kan finnas.
Larvikit har ett blåaktigt färgspektrum som beror på ljusbrytning i mikroskopiska lameller av plagioklas i alkalifältspatet (schillereffekten). Bergarten får därmed en speciell glans som gör den attraktiv som prydnads- och byggnadssten.

## Fotogalleri

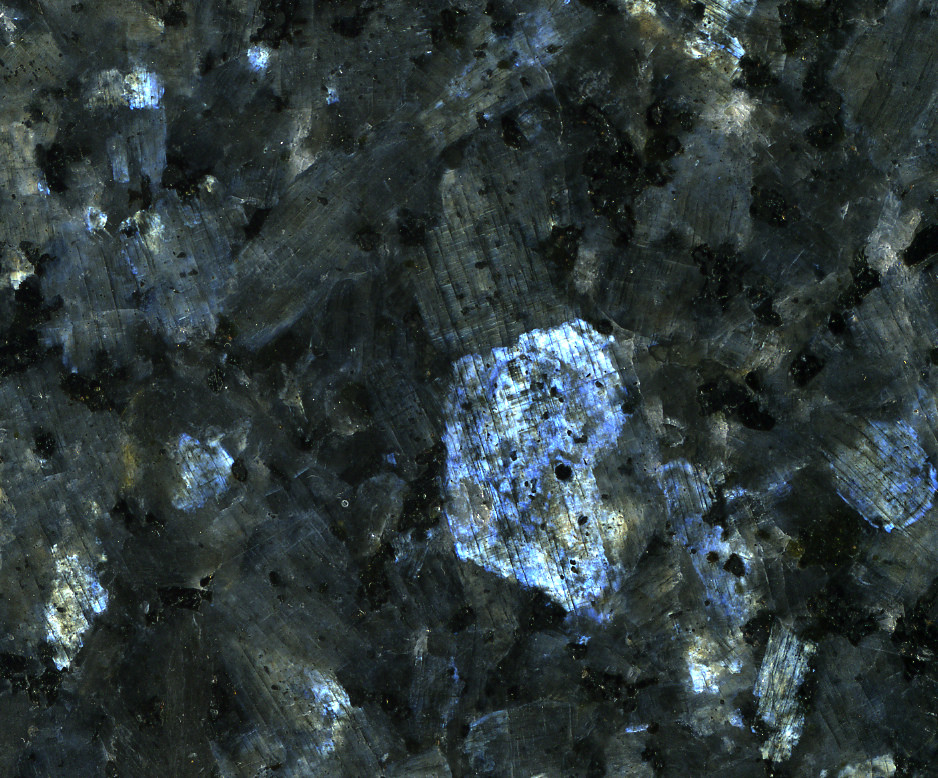
Larvikit, marknadsförd som "Blue Pearl"
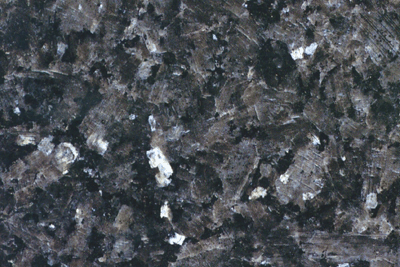
Ljus polerad larvikit
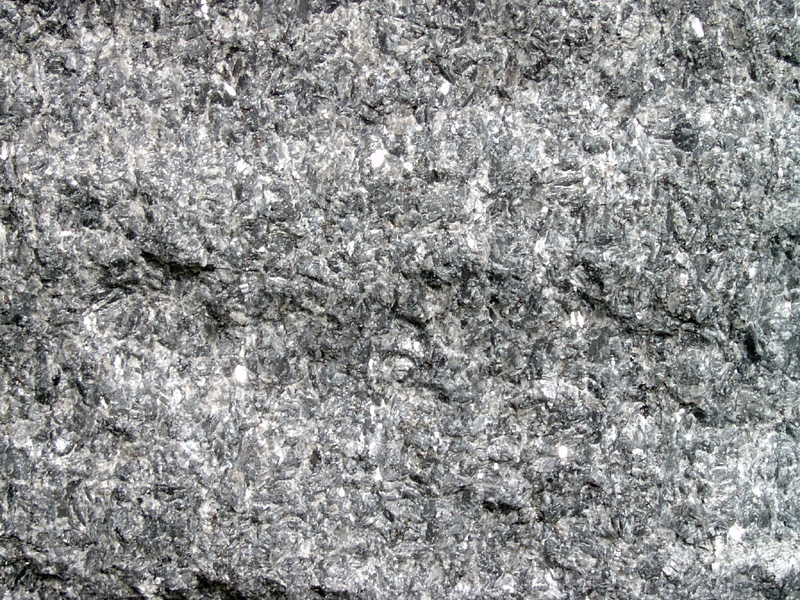
Ljus larvikit

## Larvikit som byggnadsmaterial
Larvikit har använts som byggnadssten i kyrkor och andra byggnader sedan medeltiden. Brytning i större skala började på 1880-talet. Det första större stenbrottet av vad som då kallades labradorsten grundades av Ferdinand Narvesen 1884. 
- Ljus larvikit bryts väster om Larvik i Tvedalenområdet och in i Porsgrunn. Tvedalstypen har en grå grundfärg med dominerande blått färgspel. Som handelsvara går den under namn som ljus labrador, Blue Pearl, ljus syenit och liknande.

- Mörk larvikit bryts öster om Larvik, i Tjøllingområdet och in mot gränsen till Sandefjord. De vanligaste varianterna är Klåstadlarvikit och Berganlarvikit. Som handelsvara går de under namn som mörk labrador, Bergansyenit, Emerald Pearl eller mörk syenit. Det största brottet ligger i Klåstad. Den är från mörk till nästan svart.

## Byggnader med larvikit
- Georg Sverdrups hus , del av Universitetsbiblioteket i Oslo, 1999 (fasad)
- Klocktornet Carilloni Berlin, Tyskland (fasad)
- Fords bygningskomplex, Detroit (fasad)
- Jame Asr Hassanal Bolkiah-moskén i Brunei
- Den Norske Banks kontor i Larvik (fasad, sockel)